# واين كونراد
واين كونراد هو لاعب كرة القدم الكندية كندي، ولد في 18 سبتمبر 1946 في إدمونتون في كندا.